# Rivière Mistago
La rivière Mistago est un affluent de la rivière Barlow (rivière Chibougamau), coulant à Eeyou Istchee Baie-James, en Jamésie, dans la région administrative du Nord-du-Québec, dans la province de Québec, au
Canada.
Le cours de la rivière coule dans le canton de Plamondon, de Richardson et de Blaiklock. Cette rivière coule dans Mistissini (municipalité de village cri), dans la réserve faunique des Lacs-Albanel-Mistassini-et-Waconichi et dans la réserve faunique Assinica.
Le bassin versant de la « rivière Mistago » est accessible par une route forestière (sens Nord-Sud) qui coupe la rivière et qui se relie à la route 167 au Sud-Ouest du lac Waconichi ; cette dernière route vient de Chibougamau, remontant vers le Nord-Est en longeant la rive Sud-Est du lac Waconichi et la rivière du même nom.
La surface de la « rivière Mistago » est habituellement gelée du début novembre à la mi-mai, toutefois la circulation
sécuritaire sur la glace se fait généralement de la mi-novembre à la mi-avril.

## Géographie
Les principaux bassins versants voisins de la « rivière Mistago » sont :
- côté Nord : lac Mistassini (baie Pénicouane), rivière Rupert, rivière Saint-Urcisse ;
- côté Est : rivière Barlow (rivière Chibougamau), lac Waconichi, rivière Waconichi ;
- côté Sud : rivière Chébistuane, rivière Chibougamau, lac Chibougamau, lac aux Dorés (rivière Chibougamau) ;
- côté Ouest : rivière Barlow (rivière Chibougamau), rivière Chibougamau, rivière Blaiklock, lac du Sauvage, rivière Brock (rivière Chibougamau).

La « rivière Mistago » prend sa source à l’embouchure d’un lac non identifié (longueur : 0,4 km ; altitude :
419 m) dans la Mistissini (municipalité de village cri). Cette source est située à :
- 4,4 km au Sud-Est de la baie Pénicouane du Lac Mistassini ;
- 19,0 km de l’embouchure de la rivière Mistago (confluence avec la rivière Barlow (rivière Chibougamau)) ;
- 14,2 km au Nord-Ouest du Lac Waconichi ;
- 17,4 km au Sud-Ouest du lac Mistassini ;
- 75,3 km au Nord-Est du centre du village de Chapais (Québec) ;
- 43,5 km au Nord du centre-ville de Chibougamau ;
- 146,7 km au Nord-Est de l’embouchure de la rivière Chibougamau (confluence avec la rivière Opawica) ;
- 356 km à l’Est de l’embouchure de la rivière Nottaway.

À partir de sa source, la rivière Mistago coule sur 21,1 km généralement vers le Sud-Ouest, selon les segments suivants :
- 4,8 km vers le Sud-Ouest dans Mistissini (municipalité de village cri), jusqu’à la limite de la réserve faunique Assinica ;
- 1,3 km vers le Sud-Ouest dans la réserve faunique Assinica, jusqu’à la limite de la Réserve faunique des Lacs-Albanel-Mistassini-et-Waconichi ;
- 11,0 km vers le Sud-Ouest dans la Réserve faunique des Lacs-Albanel-Mistassini-et-Waconichi en passant à l’Est d’une montagne dont le sommet atteint 536 m, jusqu’à la limite du canton de Richardson ;
- 1,1 km vers le Sud-Ouest dans le canton de Richardson, jusqu’à la limite du canton de Blaiklock ;
- 2,9 km vers le Sud dans le canton de Blaiklock, jusqu’à son embouchure[2].

La rivière Mistago se déverse sur la rive Nord de la rivière Barlow (rivière Chibougamau). Cette dernière coule vers le
Sud-Ouest et se déverse dans un coude de rivière sur la rive Nord de la rivière Chibougamau dans une zone de marais en amont du lac Chevrillon. De là, le courant descend vers le Sud-Ouest en empruntant la rivière Chibougamau, jusqu'à sa confluence avec la rivière Opawica. À partir de cette confluence, le courant coule généralement vers le Sud-Ouest par la rivière Waswanipi, jusqu’à la rive Est du lac au Goéland (rivière Waswanipi). Ce dernier est traversé vers le Nord-Ouest par la rivière Waswanipi qui est un affluent du lac Matagami.
L’embouchure de la « rivière Mistago » située à :
- 11,3 km au Nord-Ouest du lac Mistassini ;
- 12,9 km au Nord-Est de l’embouchure de la rivière Barlow (rivière Chibougamau) ;
- 133,1 km au Nord-Est de l’embouchure de la rivière Chibougamau (confluence avec la rivière Opawica ;
- 353 km au Sud-Est de l’embouchure de la rivière Nottaway ;
- 57,6 km au Nord-Est du centre du village de Chapais (Québec) ;
- 26,2 km au Nord du centre-ville de Chibougamau.

## Toponymie
D’origine crie, cette hydronyme signifie : « la rivière des Blancs ».
Le toponyme « rivière Mistago » a été officialisé le 5 décembre 1968 à la Commission de toponymie du Québec, soit à la fondation de cette commission.